# سونغ هوون
سونغ هوون واسمه الحقيقي بانغ إن كيو (من مواليد 14 فبراير 1983) هو سباح محترف سابق وعارض أزياء وممثل جنوب كوري. كان عضوا في فريق السباحة الوطني الكوري في فئة سباحة الفراشة، وقد استمر مشواره مع الفريق لمدة 14 عاما قبل أن يضطر إلى الانسحاب بسبب إصابة في العمود الفقري، وقد جند في الجيش الكوري لكن نفس الإصابة أجبرته على العودة إلى البيت في وقت مبكر. اقتحم «سونغ هوون» عالم التمثيل لأول مرة في عام 2011 بلعب دور البطولة في الدراما التاريخية الكورية «حكايات جديدة من جيساينغ»، وذلك بالرغم من انعدام خبرته في المجال الفني.

## أعماله

### مسلسلات تلفزيونية
- 2015 : حبيبي النبيل: دور لي كانغ هون
- 2017 : رومانسيتي السريه: دور تشا جين ووك
- 2021 : كلمات الزواج وموسيقى الطلاق: بدور بارك سا هيون.
- 2022 : ابتداء من اليوم ، نحن: بدور رافائيل[4]
- 2023: انتقام بزواج مثالي : في دور سيو دو-كوك[5]

### سلسلة ويب
- 2023 : لعبة الموت

## وصلات خارجية
- سونغ هوون على موقع IMDb (الإنجليزية)
- سونغ هوون على موقع قاعدة بيانات الفيلم (الإنجليزية)
- سونغ هوون على موقع كينوبويسك (الروسية)